# Goliarda Sapienza
Goliarda Sapienza (Catania, 10 maggio 1924 – Gaeta, 30 agosto 1996) è stata una scrittrice, attrice e partigiana italiana.
Durante l'occupazione nazista di Roma è stata sottotenente nella brigata "Vespri" sotto il falso nome di "Ester Caggegi".
È ricordata per la sua personalità poliedrica e complessa, e per il grande successo del suo romanzo, pubblicato postumo, L'arte della gioia. 
È considerata una delle scrittrici più significative della letteratura italiana del Novecento.

## Biografia
Nacque a Catania dalla sindacalista Maria Giudice, la prima donna dirigente della Camera del Lavoro di Torino, e l'avvocato socialista Giuseppe Sapienza. I genitori, entrambi coniugatisi dopo essere diventati vedovi, con tre figli l'uno e sette l'altra, la crebbero in un clima di assoluta libertà da vincoli sociali: il padre ritenne opportuno non farle nemmeno frequentare la scuola, per evitare che la figlia fosse soggetta a imposizioni e influenze fasciste. Ereditò il nome dal figlio maggiore del padre, il fratellastro Goliardo Sapienza, morto affogato in mare tre anni prima della sua nascita, presumibilmente ucciso dalla mafia, o dai fascisti, che difendevano gli interessi dei proprietari terrieri.

### Resistenza partigiana al nazifascismo
Durante l'occupazione nazista di Roma è stata sottotenente nella brigata "Vespri" sotto il falso nome di "Ester Caggegi" (tessera ANPI n. 128440). La brigata Vespri fu quella che il 25 gennaio 1944 portò alla liberazione di Sandro Pertini e Giuseppe Saragat, detenuti nel carcere romano di Regina Coeli

### Cinema
A sedici anni si iscrisse all'Accademia nazionale d'arte drammatica di Roma, dove si era trasferita nel frattempo la sua famiglia. Per un periodo intraprese anche la carriera di attrice teatrale, distinguendosi in ruoli di protagoniste pirandelliane. Lavorò saltuariamente anche nel cinema, spinta inizialmente da Alessandro Blasetti ma in seguito si limitò a piccole apparizioni da figurante, spesso non accreditate, come in Senso di Luchino Visconti. Nel 1946 conobbe il giovane regista Citto Maselli, con cui, l'anno dopo, iniziò una relazione durata diciotto anni. Successivamente sposò lo scrittore e attore Angelo Pellegrino.
Negli ultimi anni della sua vita fu docente di recitazione presso il Centro sperimentale di cinematografia di Roma, dietro interesse dell'amica Lina Wertmüller. Nel 1994 interpretò se stessa nel docufiction a lei dedicato, Frammenti di Sapienza, ideato e diretto da Paolo Franchi. Il documentario fu presentato alla Mostra d'arte cinematografica di Venezia.

### Letteratura
Lasciò la carriera di attrice per dedicarsi alla scrittura. Il suo primo romanzo fu Lettera aperta (1967), che raccontava l'infanzia catanese, seguito da Il filo di mezzogiorno (1969) resoconto della terapia psicanalitica con il medico messinese Ignazio Majore.
Nel 1980 finì in carcere, dove fu detenuta per circa tre mesi, per il furto di alcuni gioielli di un'amica che vendette ad un banco dei pegni usando la carta d'identità della cognata. Sempre in carcere, ma anche successivamente, continuò l'opera di scrittrice, pubblicando però molto poco, fatta eccezione per alcune sue opere come L'università di Rebibbia e Le certezze del dubbio, pubblicato grazie all'incontro con il conterraneo poeta ed editore Beppe Costa, che si batté a lungo per lei. Costa tentò senza successo di farle assegnare il vitalizio della legge Bacchelli, né riuscì a ottenere la ristampa delle sue opere. Sapienza riuscì comunque a pubblicare, con la sua casa editrice Pellicanolibri, Le certezze del dubbio, nel 1987, e fu premiata successivamente in occasione del Premio Casalotti del 1994. Durante la reclusione nel carcere di Rebibbia, si sentì più accettata dalle proprie compagne di reclusione che dagli intellettuali italiani e, dietro le sbarre, trovò il riconoscimento che desiderava: «Sono tornata a vivere in una piccola comunità dove le proprie azioni vengono seguite, e approvate quando giuste, insomma, riconosciute», scrive su L'università di Rebibbia, racconto del suo tempo in carcere.
Il suo romanzo più celebre, L'arte della gioia, fu pubblicato postumo per intero da Stampa Alternativa nel 1998, a cura di Angelo Maria Pellegrino. Soltanto la prima delle quattro parti che lo compongono era stata stampata durante la vita dell'autrice, nel 1994, nella collana Millelirepiù diretta da Marcello Baraghini. Il romanzo fu ripubblicato da Einaudi nel 2008. La stessa casa editrice ha pubblicato successivamente i volumi Io, Jean Gabin (2010), Appuntamento a Positano (2015) e una selezione di pensieri tratti dai diari della scrittrice, raccolti nei volumi Il vizio di parlare a me stessa (2011) e La mia parte di gioia (2013).

## Omaggi
- Il 3 ottobre 2020 le è stata dedicata la Biblioteca delle donne "Goliarda Sapienza" nel quartiere della Montagnola a Roma.[13]
- A lei sono intitolate vie e piazze a Catania (sua città natale), a Palermo, a Gaeta e a Linguaglossa (CT).
- Il 10 maggio 2024, in occasione della ricorrenza dei suoi 100 anni dalla nascita, le è stato dedicato un busto nel viale degli uomini illustri presso la Villa Bellini di Catania.[14]
- Il 23 maggio 2024 è stato presentato al Festival di Cannes il primo episodio della serie televisiva L'arte della gioia, realizzata da Valeria Golino, e frutto dell'adattamento televisivo del suo omonimo libro.[15]
- Il 20 maggio 2025 è stato presentato in concorso alla 78ª edizione del Festival di Cannes il film Fuori diretto da Mario Martone, ispirato alla vita della scrittrice e al romanzo L'università di Rebibbia.

## Opere

### Romanzi
- L'arte della gioia, prima edizione a cura di Stampa Alternativa, 1994 (capitoli 1-39); prima edizione integrale postuma: Stampa Alternativa 1998.

### Autobiografia delle contraddizioni
- Lettera aperta, Milano, Garzanti, 1967; Palermo, Sellerio, 1997; Torino, UTET, 2007; Torino, Einaudi, 2017.
- Il filo di mezzogiorno, Milano, Garzanti, 1969; Milano, La Tartaruga, 2003; Milano, La nave di Teseo, 2019.
- L'università di Rebibbia, Milano, Rizzoli, 1983; 2006; Torino, Einaudi, 2012.
- Le certezze del dubbio, Roma, Pellicanolibri, 1987; Milano, Rizzoli, 2007; Torino, Einaudi, 2013.
- Io, Jean Gabin, Torino, Einaudi, 2010.
- Appuntamento a Positano, Torino, Einaudi, 2015.

### Racconti
- Destino coatto, Roma, Empirìa, 2002; Torino, Einaudi, 2011.
- Elogio del bar, Roma, Elliot, 2014.

### Poesie
- Ancestrale, Milano, La Vita Felice, 2013.

### Teatro
- Tre pièces e soggetti cinematografici, Milano, La Vita Felice, 2014.

### Taccuini
- Il vizio di parlare a me stessa. Taccuini 1976-1989, Torino, Einaudi, 2011.
- La mia parte di gioia. Taccuini 1989-1992, Torino, Einaudi, 2013.
- Scrittura dell'anima nuda. Taccuini 1976-1992, Torino, Einaudi, 2022.

### Epistolari
- Cronistoria di alcuni rifiuti editoriali dell'arte della gioia, a cura di Angelo Pellegrino, Roma, Croce, 2016.
- Lettere e biglietti, a cura di Angelo Pellegrino, Milano, La nave di Teseo, 2021.

## Filmografia
- Un giorno nella vita, regia di Alessandro Blasetti (1946)
- Fabiola, regia di Alessandro Blasetti (1949)
- La voce del silenzio, regia di Georg Wilhelm Pabst (1953)
- Senso, regia di Luchino Visconti (1954)
- Ulisse, regia di Mario Camerini (1954)
- Persiane chiuse, regia di Luigi Comencini (1951)
- Altri tempi, regia di Alessandro Blasetti, episodio La morsa (1953)
- Gli sbandati, regia di Citto Maselli (1955)
- Lettera aperta a un giornale della sera, regia di Citto Maselli (1970)
- Dialogo di Roma, regia di Marguerite Duras (1983)[16]
- Frammenti di sapienza, regia di Paolo Franchi (1994)

## Teatro
- Medea di Euripide regia di Luchino Visconti, Teatro Nuovo di Milano (1953)
- Liolà di Luigi Pirandello, regia di Silverio Blasi, Roma (1960)

## Prosa televisiva Rai
- Lo scialle, originale televisivo, regia di Silverio Blasi, 20 luglio 1956.

## Prosa radiofonica Rai
- La giara di Luigi Pirandello, regia di Franco Rossi, trasmessa il 9 aprile 1952.
- Cavalleria rusticana di Giovanni Verga, regia di Pietro Masserano Taricco, 6 maggio 1961.

## Doppiaggio
- Elena Varzi in È primavera...
- Caterina Rigoglioso in L'amore in città
- Virna Lisi in La donna del giorno